# Desigualdade triangular forte
Desigualdade triangular forte, também chamada de desigualdade ultramétrica, em matemática, é um caso especial da desigualdade triangular.
Um espaço métrico que tem esta propriedade é chamado de um espaço ultramétrico.
A desigualdade triangular, que tem este nome por analogia à desigualdade entre os lados de um triângulo, em que um lado é sempre menor que a soma dos outros dois, é uma propriedade que caracteriza os espaços métricos, e é a expressão matemática da ideia de que ir de A para B, e em seguida de B para C, é pelo menos tão custoso quanto ir diretamente de A para C. Na desigualdade triangular forte, porém, o custo de ir de A para C não pode exceder ambos custos, ou seja, a distância entre A e C é menor ou igual à maior das distâncias entre A e B, e entre B e C.
Enquanto que a desigualdade triangular se escreve como:
d(a, c) ≤ d(a, b) + d(b, c)
a desigualdade triangular forte coloca um limite superior ainda mais estrito, ou, mais especificamente:
d(a, c) ≤ max(d(a, b), d(b, c))
Em particular, um corolário da desigualdade triangular forte é que, no triângulo A, B, C, de lados AB, AC e BC dados pelas distâncias d(A, B), d(A, C) e d(B, C), pelo menos dois dos lados (os dois lados maiores) são sempre iguais.
A desigualdade triangular forte tem sua importância por estar associada aos números p-ádicos. Mais especificamente, a métrica p-ádica definida em {\displaystyle \mathbb {Q} \,} e cuja completação gera os números p-ádicos, satisfaz à desigualdade triangular forte.

## Exemplos
- A métrica discreta, ou seja, aquela em que d(a, b) = 1 para a ≠ b [Nota 1]
- Seja X o conjunto de descendentes em linhagem matrilineal, em determinado grau, de uma dada pessoa (digamos, as trisnetas de uma pessoa). Seja d(x, y) a quantidade de gerações que devemos subir a partir de x e y para encontrar um ancestral comum. Este é um espaço ultramétrico.[3]

## Definição
Um espaço métrico (X, d) é um espaço ultramétrico quando a função distância d satisfaz o axioma da desigualdade triangular forte:
d(a, c) ≤ max(d(a, b), d(b, c))

## Aplicação
Um resultado importante onde aparece a desigualdade triangular forte é na caracterização dos "corpos valorados".
Um "corpo valorado" é um corpo K ao qual está associada uma função valor |.|, que associa a cada elemento x do corpo um número real não negativo, e que satisfaz as propriedades:
|0| = 0
|x| > 0 para todo x ≠ 0
|x y| = |x| |y|
|x + y| ≤ |x| + |y| (desigualdade triangular)
A desigualdade triangular forte, neste caso, se escreve como:
{\displaystyle |a+b|\leq \max(|a|,|b|)\,}
O teorema que caracteriza todos estes corpos é que eles devem satisfazer necessariamente uma das duas propriedades seguintes:
(1) K é isomórfico a um sub-corpo de {\displaystyle \mathbb {C} \,}
(2) K é não arquimediano, e a função valor satisfaz a desigualdade triangular forte
Os números p-ádicos são um caso de corpo K em que a função valor satisfaz a desigualdade triangular forte.